# Fubuki Kuno
Fubuki Kuno (久野 吹雪 Kuno Fubuki?,  nacido el 27 de diciembre de 1989 en Kanagawa) es una futbolista japonesa que jugaba como guardameta.
En 2013, Kuno jugó 1 veces para la selección femenina de fútbol de Japón.

## Trayectoria

### Clubes
| Club                              | País  | Año         |
| --------------------------------- | ----- | ----------- |
| INAC Kobe Leonessa                | Japón | 2010 - 2011 |
| Iga FC Kunoichi                   | Japón | 2012 - 2017 |
| Nojima Stella Kanagawa Sagamihara | Japón | 2018 -      |

### Selección nacional
| Selección | País  | Año  |
| --------- | ----- | ---- |
| Absoluta  | Japón | 2013 |

## Estadística de equipo nacional
| Selección femenina de fútbol de Japón | Selección femenina de fútbol de Japón | Selección femenina de fútbol de Japón |
| Año                                   | Partidos                              | Goles                                 |
| ------------------------------------- | ------------------------------------- | ------------------------------------- |
| 2013                                  | 1                                     | 0                                     |
| Total                                 | 1                                     | 0                                     |